# Прусська академія наук
Прусська академія наук (нім. Preußische Akademie der Wissenschaften), також має назву Берлінська академія наук — академія, заснована в Берліні 11 липня 1700 році. Указ про створення академії підписав прусський курфюрст Фрідріх I, її організація проходила за активної участі Лейбніца, котрий став першим президентом цього закладу. На момент заснування академія отримала назву «Наукова організація курфюрста Бранденбургського» (нім. Kurfürstlich Brandenburgische Societät der Wissenschaften), запропоноване Лейбніцем. Курфюрст відмовився фінансувати діяльність академії, натомість надав їй монопольне право на видання календарів у Бранденбурзі.
У 1701 році Фрідріх став королем Пруссії, і академія отримала назву Прусська королівська наукова організація (нім. Königlich Preußische Sozietät der Wissenschaften). Для наукових досліджень вчені отримали обсерваторію (1709), анатомічний театр (1717), ботанічний сад (1718). У 1710 році був прийнятий її статут, що діяв до 1830 року. Наукова репутація організації довгий час була низькою, частково через мале фінансування.
У 1744 році, уже під час правління Фрідріха II, товариство було перейменоване в Королівську академію наук (нім. Königliche Akademie der Wissenschaften). Фінансування академії було значно покращено, вона була розширена та забезпечена лабораторією (1753), для участі та керівництва академією були запрошені провідні вчені. В XIX столітті Прусська академія вже була авторитетним науковим закладом.
У XX столітті при нацистах академія зазнала расового чищення. Після війни в 1946 році на її базі була створена Німецька академія наук (нім. Deutsche Akademie der Wissenschaften,), а в 1972 році Академія знову отримала нове ім'я: Академія наук НДР (нім. Akademie der Wissenschaften der DDR). Після об'єднання Німеччини академія стала називатися Берлінсько-Бранденбурзька академія наук (1992).

## Відомі члени академії
- Готфрід Вільгельм Лейбніц — 1700
- Якоб Герман[en] — 1701
- Димитрій Кантемір — 1714
- Леонард Ейлер — 1741
- П'єр Луї Мопертюї — 1742
- Жан Лерон д'Аламбер — 1745
- Шарль Луї де Монтеск'є, іноземний член — 1746
- Вольтер — біля 1750
- Дені Дідро, іноземний член — 1751
- Йоганн Генріх Ламберт — 1763
- Готгольд Ефраїм Лессінг, іноземний член — 1769
- Франц Карл Ахард — 1782
- Іммануїл Кант — 1786
- Александер фон Гумбольдт — 1786
- Фрідріх Шлаєрмахер — 1810
- Брати Грімм, Якоб і Вільгельм  — 1840
- Карл Густав Якоб Якобі — 1844
- Густав Адольф Кеннготт — 1852
- Карл Веєрштрас — 1856
- Теодор Моммзен — 1857
- Герман фон Гельмгольц, член-кореспондент — 1857; іноземний член — 1870; дійсний член — 1871
- Франц Фелікс Адальберт Кун — 1872
- Максиміліан Дункер[ru] — 1881[2]
- Фердинанд Георг Фробеніус — 1893
- Макс Планк — 1894
- Вольдемар Фогт — 1900
- Карл Шварцшильд — 1912
- Альберт Ейнштейн — 1914
- Макс фон Лауе — 1919
- Отто Ган — 1924
- Вільгельм фон Боде - 1925